# Аед (король Шотландії)
Аед (Áed mac Cináeda, помер 878) — король Шотландії з 877 до 878 року. Походив з династії МакАльпінів. Правив після свого брата Костянтина I. Мав прізвисько Прудконогий або Білоногий.

## Життєпис
Був сином Кеннета I, короляШотландії. Про молоді роки Аеда нічого невідомо. Він почав правити після загибелі свого брата короля Костянтина. Із самого початку Аед стикнувся з намаганням захопити королівську владу з боку своїх родичів — Гіріка, сина короля Дональда I та Йокейда, сина Руна, короля Стратклайду та доньки Кеннета I.
Якийсь час тривало протистояння, доки у 878 році відбулася вирішальна битва при Стразелені (біля міста Стерлінг), в якій королівська армія зазнала нищівної поразки, а сам король Аед загинув.

## Родина
- Костянтин (879—952)
- Дональд (д/н-934), король Стратклайда з 916 до 934 року як Дональд II.